# Wydrak
Wydrak (Lontra) – rodzaj ssaków z podrodziny wydr (Lutrinae) w obrębie rodziny łasicowatych (Mustelidae).

## Rozmieszczenie geograficzne
Rodzaj obejmuje gatunki występujące w Ameryce.

## Morfologia
Długość ciała 36–78,7 cm, długość ogona 30–84 cm; masa ciała samców 3,2–15 kg (samce są większe i cięższe od samic).

## Systematyka
Rodzaj zdefiniował w 1843 roku angielski zoolog John Edward Gray w artykule poświęconym nowym ssakom ze zbiorów Muzeum Brytyjskiego opublikowanym na łamach The Annals and magazine of natural history. Gray wymienił dwa gatunki – Mustela lutra canadensis von Schreber, 1776 i Mustela brasiliensis J.F. Gmelin, 1788 (= Lutra brasiliensis E.A.W. Zimmermann, 1780) – z których gatunkiem typowym jest Mustela lutra canadensis von Schreber, 1776 (wydrak kanadyjski).

### Etymologia
- Lontra: fr. Lontre ‘wydra’[11].
- Latax: gr. λαταξ latax, λαταγος latagos ‘jakieś wodne zwierzę, być może bóbr’[12]. Gatunek typowy (oznaczenie monotypowe): Lutra lataxina[c] F. Cuvier, 1823.
- Lataxina: rodzaj Latax J.E. Gray, 1843; łac. przyrostek -ina ‘odnoszący się do, podobny’[13]. Gatunek typowy (oznaczenie monotypowe): Lataxina mollis J.E. Gray, 1843 (= Lutra canadensis von Schreber, 1777).
- Lataxia: rodzaj Latax J.E. Gray, 1843; łac. przyrostek zdrabniający -ia[13].
- Nutria: hiszp. nutria lub nutra ‘wydra’, od łac. lutra ‘wydra’[14]. Gatunek typowy (oznaczenie monotypowe): Mustela felina G.I. Molina, 1782.

### Podział systematyczny
Do rodzaju należą następujące występujące współcześnie gatunki:
| Grafika | Gatunek            | Autor i rok opisu     | Nazwa zwyczajowa    | Podgatunki         | Rozmieszczenie geograficzne | Podstawowe wymiary                       | Status IUCN |
| ------- | ------------------ | --------------------- | ------------------- | ------------------ | --- | ---------------------------------------- | ----------- |
|         | Lontra canadensis  | (von Schreber, 1777)  | wydrak kanadyjski   | 7 podgatunków      | od arktycznej Alaski i północnej Kanady po południowe Stany Zjednoczone (głównie wzdłuż wybrzeży oceanu Atlantyckiego, obszarów Wielkich Jezior, północno-zachodniego Oceanu Spokojnego i Zatoki Meksykańskiej) | DC: 58–73 cm DO: 32–47 cm MC: 7,3–9,4 kg | LC          |
|         | Lontra longicaudis | (I. von Olfers, 1818) | wydrak długoogonowy | 2 podgatunki       | region Gujana, Trynidad, Ekwador, Peru, Boliwia, Paragwaj, południowa i północno-wschodnia Brazylia, Argentyna i Urugwaj; zakres wysokości: do 3000 m n.p.m.                                                    | DC: 36–66 cm DO: 37–84 cm MC: 5–15 kg    | NT          |
|         | Lontra annectens   | (Forsyth Major, 1897) |                     | gatunek monotypowy | Meksyk, Gwatemala, Belize, Honduras, Salwador, Nikaragua, Kostaryka, Panama, Kolumbia, Wenezuela i Ekwador | DC: 36–66 cm DO: 37–84 cm MC: 5–15 kg    | NE          |
|         | Lontra provocax    | (O. Thomas, 1908)     | wydrak południowy   | gatunek monotypowy | Chile (na południe od Araukanii), Argentyna (od Neuquén do Ziemi Ognistej, Antarktyda i Wyspy Południowego Atlantyku, obecnie mocno wytępiony w zakresie swojego zasięgu                                        | DC: 57–61 cm DO: 35–40 cm MC: 5–10 kg    | EN          |
|         | Lontra felina      | (G.I. Molina, 1782)   | wydrak patagoński   | gatunek monotypowy | wybrzeża Oceanu Spokojnego od północnego Peru to południowego Chile, skrajnie południowa Argentyna (Patagonia)                                                                                                  | DC: 53–79 cm DO: 30–36 cm MC: 3,2–5,8 kg | EN          |

Kategorie IUCN:  LC  – gatunek najmniejszej troski,  NT  – gatunek bliski zagrożenia,  EN  – gatunek zagrożony;  NE  – gatunki niepoddane jeszcze ocenie.
Opisano również gatunki wymarłe gatunki:
- Lontra iowa (E.A. Goldman, 1941)[19] (Ameryka Północna; plejstocen)
- Lutra licenti Teilhard de Chardin & Piveteau, 1930[20] (Azja; plejstocen)
- Lontra weiri Prassack, 2016[21] (Ameryka Północna; pliocen)